# Sclerophrys villiersi
Sclerophrys villiersi – gatunek płaza bezogonowego z rodziny ropuchowatych (Bufonidae). Jest endemitem gór Kamerunu.

## Systematyka
Gatunek ten opisał w 1940 roku Fernand Angel, nadając mu nazwę Bufo villiersi. W 2006 roku Frost i inni przenieśli go do rodzaju Amietophrynus. Ohler i Dubois w 2016 roku wykazali, że nazwa Amietophrynus jest młodszym synonimem nazwy Sclerophrys.
Niektórzy autorzy sugerują, że Sclerophrys djohongensis może być synonimem tego gatunku.

## Występowanie
Gatunek spotyka się w kilku odrębnych lokalizacjach w górach północno-zachodniego Kamerunu.
Zasiedla on tereny położone na wysokości od 1200 do 2500 metrów nad poziomem morza.
Żyje wzdłuż strumieni górskich łąk, niekiedy otaczanych przez lasy galeriowe. Prowadzi nocny tryb życia, w dzień ukrywa się w szczelinach czy norach.

## Rozmnażanie
Rozród odbywa się w zadrzewionych strumieniach o wolnym nurcie.

## Status zagrożenia i ochrona
W Czerwonej księdze gatunków zagrożonych IUCN płaz ten od 2019 roku klasyfikowany jest jako gatunek narażony (VU, ang. Vulnerable); wcześniej, od 2004 roku uznawano go za gatunek zagrożony (EN, ang. Endangered).
Według IUCN gatunek jest umiarkowanie pospolity w dogodnym dla niego środowisku, ale jego liczebność spada.
Zagrożenia dla niego stanowią degradacja i fragmentacja środowiska naturalnego, rolnictwo, pozyskiwanie drewna, osadnictwo.
Gatunek nie pojawia się na terenach chronionych.